# Lustrace
Lustrace je ve svém obecném významu kontrola údajů v různých evidencích a rejstřících. Specifický význam však tento pojem nabyl v zemích střední a východní Evropy, které se zbavily komunistických režimů. Podobně jako proběhla denacifikace v poválečném Německu, v postkomunistickém prostředí došlo k vyloučení osob, které byly součástí vedení státu a jeho represivních složek, z vedoucích veřejných funkcí.
Samotné slovo lustrace znamená „očišťování“, neboť pochází z latinského lustratio, což byla ve starém Římě očistná oběť bohům, která se prováděla na závěr sčítání lidu (census) a která zajišťovala úspěch římského národa do budoucna.

## České lustrace
Lustrace v České republice jsou na rozdíl od rehabilitací mimosoudním opatřením provedeným ve formě zákona. Ještě v Československu byly přijaty celkem dva lustrační zákony: velký (č. 451/1991 Sb.) a malý (č. 279/1992 Sb.), jejichž účinnost byla původně omezena na dobu pěti let, ale postupně byla prodloužena na dobu neurčitou. Jejich význam spočívá v tom, že vedoucí funkce ve veřejné správě, justici, armádě, policii a veřejnoprávních médiích mohou vykonávat jen ti, kteří nebyli příslušníky nebo spolupracovníky StB, funkcionáři KSČ od okresního tajemníka výše, příslušníky Lidových milicí nebo členy akčních výborů či prověrkových komisí. Ve vztahu k StB se to dokládá lustračním osvědčením, které vydává Ministerstvo vnitra, jinak jen čestným prohlášením. Lustrace se však netýkají osob narozených po 1. prosinci 1971.
Lustrační zákony v Československu a Česku neměly sloužit spravedlnosti, ale zajistit, aby se události jako komunistický převrat v únoru 1948 už neopakovaly.

## Německé lustrace
Německo nemělo lustrační proces, ale má federální agenturu známou jako Stasi Records Agency, která se věnuje uchovávání a ochraně archívů a vyšetřování minulých akcí bývalé východoněmecké tajné policie Stasi. Agentura je podřízena zástupci Spolkové vlády pro kulturu. K 1. lednu 2019 měla 1 440 zaměstnanců.